# Campbell Station, Arkansas
Campbell Station là một thành phố thuộc quận Jackson, tiểu bang Arkansas, Hoa Kỳ. Năm 2010, dân số của thành phố này là 255 người.

## Dân số
- Dân số năm 2000: 228 người.
- Dân số năm 2010: 255 người.